# Presumpte homicida (pel·lícula de 2018)
Presumpte homicida (en danès: Den skyldige) és una pel·lícula de thriller policial danès del 2018 escrita per Gustav Möller i Emil Nygaard Albertsen i dirigida per Möller en el seu debut com a director. Va debutar a la secció World Cinema Dramatic Competition al Festival de Cinema de Sundance de 2018. i més tard va ser seleccionada com la presentació danesa per a l'Oscar a la millor pel·lícula de parla no anglesa als 91è Premis de l'Acadèmia. Ha estat doblada i subtitulada al català.

## Repartiment
- Jakob Cedergren com a Asger Holm
- Jessica Dinnage com a Iben Østergård (veu)
- Omar Shargawi com a Rashid (veu)
- Johan Olsen com a Michael Berg (veu)
- Katinka Evers-Jahnsen com a Mathilde Østergård (veu)